# Arteria sublingualis
Die Arteria sublingualis („Unterzungenarterie“) ist eine Schlagader des Kopfes. Sie entspringt beim Menschen aus der Arteria lingualis (Zungenarterie) am vorderen Rand des Musculus hyoglossus und zieht zwischen Musculus mylohyoideus und Unterkieferspeicheldrüse nach vorn. Sie versorgt das Zahnfleisch, die Unterkieferspeicheldrüse und die Muskeln des Mundhöhlenbodens.
Bei Wiederkäuern entspringt die Unterzungenarterie ebenfalls aus der Zungenarterie, bei Raubtieren, Schweinen und Pferden dagegen aus der Arteria facialis.